# Лук'янівський провулок
Лук'я́нівський провулок — провулок у Шевченківському районі міста Києва, місцевості Глибочиця, Лук'янівка. Пролягає від Лук'янівської вулиці до кінця забудови. 

## Історія
Вперше провулок згадується в рішенні про перейменування вулиць Києва 1869 року, коли таку назву отримала «Лук'янівська вулиця, для відмінності від іншої вулиці цієї назви», розташована в Плоській частині. Втім, достеменно невідомо, чи відповідало розташування цього провулку сучасному Лук'янівському провулку.
Сучасний провулок виник у середині XX століття під назвою Новий провулок, назву Лук'янівський набув 1955 року. 
Ліквідований на початку 1980-х років у зв'язку зі знесенням малоповерхової забудови та частковим переплануванням місцевості. 
У 2010-х роках Лук'янівський провулок знову з'явився в офіційних документах міста: його було включено до офіційного довідника «Вулиці міста Києва» та містобудівного кадастру. На початку 2010-х провулок забудовано новими багатоповерховими будинками.